# Tamarac
Tamarac és una població dels Estats Units a l'estat de Florida. Segons el cens de l'1 de juliol de 2006 tenia 59.923 habitants.

## Demografia
Segons el cens del 2000, Tamarac tenia 55.588 habitants, 27.423 habitatges, i 15.740 famílies. La densitat de població era de 1.884,3 habitants/km².
Dels 27.423 habitatges en un 15,4% hi vivien nens de menys de 18 anys, en un 44,8% hi vivien parelles casades, en un 9,4% dones solteres, i en un 42,6% no eren unitats familiars. En el 36,3% dels habitatges hi vivien persones soles el 23% de les quals corresponia a persones de 65 anys o més que vivien soles. El nombre mitjà de persones vivint en cada habitatge era de 2 i el nombre mitjà de persones que vivien en cada família era de 2,56.
Per edats la població es repartia de la següent manera: un 13,4% tenia menys de 18 anys, un 5,3% entre 18 i 24, un 23,5% entre 25 i 44, un 20,1% de 45 a 60 i un 37,8% 65 anys o més.
L'edat mediana era de 53 anys. Per cada 100 dones de 18 o més anys hi havia 77,3 homes.
La renda mediana per habitatge era de 34.290 $ i la renda mediana per família de 41.927 $. Els homes tenien una renda mediana de 32.317 $ mentre que les dones 28.360 $. La renda per capita de la població era de 22.243 $. Entorn del 6,1% de les famílies i el 8,9% de la població estaven per davall del llindar de pobresa.

## Poblacions més properes
El següent diagrama mostra les poblacions més properes.